# Goodbye Berlin
Goodbye Berlin ((de)Tschick) est un roman de l'auteur allemand Wolfgang Herrndorf publié en 2010.
En Allemagne, il est paru aux éditions Rowohlt.
Il raconte l'histoire d'un road-trip et de l'amitié peu conventionnelle entre Maik, un jeune allemand de 14 ans et de Tschick, un Spätaussiedler d'origine russe.
Le roman a eu un énorme succès en Allemagne, où il s'est vendu à plus de 2 millions d'exemplaires et a été traduit dans 25 langues. Il a gagné en 2011 le Deutscher Jugendliteraturpreis.
En France, il a été publié en 2012 aux éditions Thierry Magnier sous le titre Goodbye Berlin.

## Intrigue
Maik Klingenberg, 14 ans, est issu d'une famille aisée à Marzahn. Sa mère est alcoolique et son père travaille toujours énormément, et il n'a pas d'amis dans sa classe, car il est considéré comme trop ennuyant par ses camarades. C'est pourquoi, au début des vacances d'été, il n'est pas invité à l'anniversaire de Tatjana Cosic, la plus belle fille de la classe dont il est secrètement amoureux. L'une des rares fois où il se fait remarquer dans sa classe, c'est lorsqu'il lit sa rédaction en cours d'allemand, dans laquelle il parle avec franchise de sa mère alcoolique. Le professeur est horrifié, la classe rit et le traite de psychopathe. Personne ne comprend comment on peut écrire sur sa mère de manière aussi crue.
Le nouveau camarade de classe Tschick (de son vrai nom Andrej Tschichatschow), un expatrié russe taciturne qui arrive de temps en temps visiblement ivre en cours, est lui aussi un marginal et est exclu de la fête d'anniversaire de Tatiana. Maik, qui espère jusqu'au bout être tout de même invité, dessine laborieusement au crayon un poster de Beyoncé dans un magazine en guise de cadeau pour Tatiana. Mais le dernier jour d'école arrive sans que rien se passe. De plus, il devient clair que la mère de Maik doit à nouveau aller en cure de désintoxication et que son père veut profiter de ce temps pour partir en vacances avec sa jeune assistante. Maik va donc devoir passer les vacances d'été seul. C'est alors que Tschick apparaît soudain devant la porte d'entrée avec une Lada Niva bleu clair volée et en mauvais état. Tschick propose à Maik d'aller ensemble chez son grand-père en Valachie. Bien qu'ils ne sachent pas exactement où cette région se trouve, Maik accepte après une courte hésitation, et un voyage vers l'inconnu commence. Mais ils se rendent d'abord à la fête d'anniversaire de Tatiana et Maik, encouragé par Tschick, lui remet le cadeau avant d'accélérer à nouveau et de laisser les invités stupéfaits dans le rétroviseur.
Ils n'ont pas emporté de cartes, si bien qu'ils se perdent bientôt quelque part dans la forêt et atterrissent finalement dans un petit village, chez une femme opposée à la société de consommation et ses cinq enfants, qui non seulement disposent d'une excellente culture générale, mais les laissent aussi participer en tant qu'invités à leur délicieux déjeuner écologique dans le jardin. Plus tard, alors qu'ils cherchent dans une décharge un tuyau pour soutirer du diesel à d'autres voitures pour leur Lada, ils rencontrent Isa Schmidt, une jeune fille de leur âge, qui leur montre non seulement où trouver ce qu'ils cherchent, mais aussi comment s'en servir. Isa veut aller à Prague pour rendre visite à sa demi-sœur et bien qu'elle soit complètement sale et qu'elle sente extrêmement mauvais, les deux garçons la prennent avec eux.
Arrivés à un lac artificiel, ils jettent Isa dans l'eau pour qu'elle puisse se laver et se débarrasser de sa puanteur. Elle jette franchement ses vieux vêtements, se nettoie à fond et enfile ensuite quelques-uns des vêtements de Maik. Lorsque ce dernier doit également lui couper les cheveux, il découvre que son ancien amour pour Tatjana commence à s'estomper. Le lendemain matin, tous trois décident de gravir la montagne suivante. Au sommet, ils profitent de la vue et de la nature. Ils trouvent une cabane en bois et Tschick grave ses initiales dans le bois, après quoi ils font le vœu de se retrouver là-haut dans exactement 50 ans.
Lorsqu'ils descendent et qu'un autocar s'arrête sur le parking, Isa pense qu'il est plus facile de se rendre à Prague avec le bus qu'avec la vieille Lada. Elle emprunte sans hésiter à Maik l'argent nécessaire pour le trajet, soit 30 €, et les laisse poursuivre seuls leur route. Maik et Tschick arrivent dans une immense zone d'extraction de lignite et rencontrent le dernier habitant resté sur place, Horst Fricke, apparemment sénile, qui les salue en leur tirant dessus avec son fusil à air comprimé, mais les invite ensuite à boire une limonade et leur raconte ses pertes tragiques et ses expériences traumatisantes dans un camp de concentration et sur le front de l'Est. En guise d'adieu, il leur donne une mystérieuse petite fiole contenant un liquide soi-disant salvateur qui ne devrait être utilisé qu'en cas d'extrême urgence. Alors qu'ils sont tous les deux dans la voiture, Tschick ouvre le flacon contenant le liquide qui s'avère malodorant. C'est pourquoi Tschick le jette sans hésiter par la fenêtre de la Lada. Alors qu'ils peuvent enfin poursuivre leur route sur des petites routes secondaires, ils découvrent soudain l'autoroute à côté d'eux du haut d'une colline. En essayant de rejoindre l'autoroute depuis la pente, ils font plusieurs tonneaux et leur Lada s'immobilise, les roues en l'air. Une orthophoniste qui passe par hasard dans sa BMW Série 5 fait tomber son extincteur sur le pied de Tschick en essayant de lui porter secours, le blessant grièvement, les emmène à l'hôpital le plus proche, où Tschick se fait poser un plâtre sur la jambe. De la fenêtre de leur chambre d'hôpital, ils observent comment une dépanneuse redresse leur Lada, qui gît dans un champ juste en face de l'hôpital, mais l'abandonne ensuite et s'en va. Décidés à fuir à nouveau, ils se traînent jusqu'à leur véhicule en panne. Comme Tschick ne peut plus conduire avec sa jambe dans le plâtre, c'est Maik qui doit prendre le volant. Tschick lui donne les instructions techniques nécessaires. Au passage, il révèle à son ami qu'il est gay, mais que Maik n'est pas son genre. Bientôt, leur voyage se termine par un dangereux carambolage, car le conducteur d'un camion de bétail ne veut pas les laisser le dépasser, dérape, se renverse et s'immobilise en travers de la route. Ils sont arrêtés et interrogés par la police. Le père de Maik lui demande de mentir et de dire que Tschick est le seul responsable, mais Maik refuse et dit aux policiers le rôle qu'il a joué dans cette affaire. Pourtant, Tschick prend toute la "faute" sur lui. Maik est condamné à effectuer un travail d'intérêt général, Tschick à rester dans le foyer où il a été placé après leur voyage.
Pendant la fin du roman, l'école reprend, et la belle Tatiana s'intéresse soudain aux aventures de Maik et fait en sorte que son histoire atteigne toute la classe sous forme de résumé. Isa écrit une lettre à Maik et veut lui rendre visite prochainement à Berlin, lui rendre l'argent qu'elle a emprunté et rattraper les baisers qu'elle a manqués. Le père violent de Maik a définitivement quitté la famille. L'interdiction de contact de quatre semaines de Tschick est sur le point d'expirer et Maik pourra bientôt lui rendre visite au foyer. Sa mère, toujours alcoolique, jette tout le mobilier de la maison dans la piscine en réponse au départ du père de Maik. Maik l'aide, puis la mère et le fils plongent ensemble dans la piscine, s'accroupissent au fond du bassin, retiennent leur souffle, regardent vers le haut et se réjouissent de voir les deux policiers alertés par les voisins se pencher, désemparés, sur la surface bouillonnante de l'eau.

## Style
L'histoire est racontée à la première personne du point de vue de Maik. L'ambiance et le style rappelle celle des road movies. Une critique du journal Die Zeit applaudit le fait que Wolfgang Herrndorf ait réussi à utiliser la langue que parlent les adolescents sans que cela sonne étrange, et le caractère authentique de ce roman.

## Accueil et distinctions
Le roman a connu un grand succès en Allemagne, où il a été vendu à plus de 2 millions d'exemplaires et a figuré en tête de la liste de bestsellers du magazine Spiegel pendant plus de deux ans.
Il a reçu de très bonnes critiques du Süddeutsche Zeitung et du Zeit.
Ce livre a aussi reçu les prix littéraires allemands suivants :
- 2011 : Deutscher Jugendliteraturpreis dans la catégorie du meilleur livre pour adolescents[2]
- 2011 : Clemens-Brentano-Preis[5]
- 2012 : Hans-Fallada-Preis[6]

## Adaptation
Le roman fait l'objet d'une adaptation en film en 2016 sous le titre original allemand, Tschick. Ce film a été réalisé par Fatih Akin avec Tristan Göbel dans le rôle de Maik et Anand Batbileg dans le rôle de Tschick.